# Стрельцов, Эдгар Борисович
Эдгар Борисович Стрельцов (14 сентября 1977) — российский футболист, играл на позиции нападающего. Сын советского и российского тренера Бориса Стрельцова.

## Клубная карьера
Профессиональную карьеру начинал в 1994 году в липецком «Металлурге», где главным тренером работал его отец. В 1995 году вместе с отцом перебрался в краснодарский «Колос», однако выступал лишь за фарм-клуб. После того как «Колос-2» снялся с турнира в третьей лиге, вместе с отцом перебрался в Ростов-на-Дону, правда в разные клубы. Отец стал главным тренером СКА, а Эдгар стал игроком «Ростсельмаша». За «Ростсельмаш» в высшей лиге дебютировал 9 августа 1995 года в домашнем матче 20-го тура против «Уралмаша», выйдя на замену на 79-й минуте матча вместо Александра Маслова. Играл за юношескую и молодежную сборные «России». В 1996 году в составе сборной России U-18 участвовал в отборочном раунде чемпионата Европы. В конце октября 1996 года подписал контракт на 2,5 года со швейцарским клубом «Лозанна», за который сыграл один матч в Кубке Швейцарии, первое время играл за фарм-клуб, выступавший во второй лиге чемпионата Швейцарии — «Ньон». В 1998 году в составе молодежной сборной России принимал участие в Кубке Содружества. Далее играл за «Веве-Спортс». В Швейцарии женился, принял гражданство Швейцарии, освоил несколько иностранных языков, пробовал себя в судействе и спортивной журналистике. В 2008 году начал работать в одном из комитетов ФИФА. Стал первым россиянином, работавшим в ФИФА. Капитан клуба «FIFA FC» из любительской лиги Швейцарии.